# Kurt Johansson (ämbetsman)
Kurt Assar Johansson, född 23 november 1926 i Falköpings församling i Skaraborgs län, död 9 augusti 2020 i Huskvarna distrikt i Jönköpings län, var en svensk ämbetsman.

## Biografi
Johansson avlade handelsexamen vid Katrineholms enskilda läroverk 1945 och senare reservofficersexamen i Intendenturkåren. Han anställdes 1950 som civilförsvarsassistent i Skövde. Åren 1966–1967 var han biträdande civilförsvarsdirektör vid länsstyrelsen i Göteborgs och Bohus län, 1967–1968 civilförsvarsdirektör vid Överståthållarämbetet i Stockholm, 1968 tillförordnad civilförsvarsdirektör vid länsstyrelsen i Jämtlands län och 1968–1981 civilförsvarsdirektör vid länsstyrelsen i Jönköpings län (från 1974 försvarsdirektör). Han var 1982–1984 sekreterare i CESAM-kommittén. Därefter var han utbildningschef vid Civilförsvarsstyrelsen 1985–1986 och byråchef vid Statens räddningsverk 1987–1991.
Kurt Johansson invaldes 1982 som ledamot av Kungliga Krigsvetenskapsakademien.